# Egejská kultura

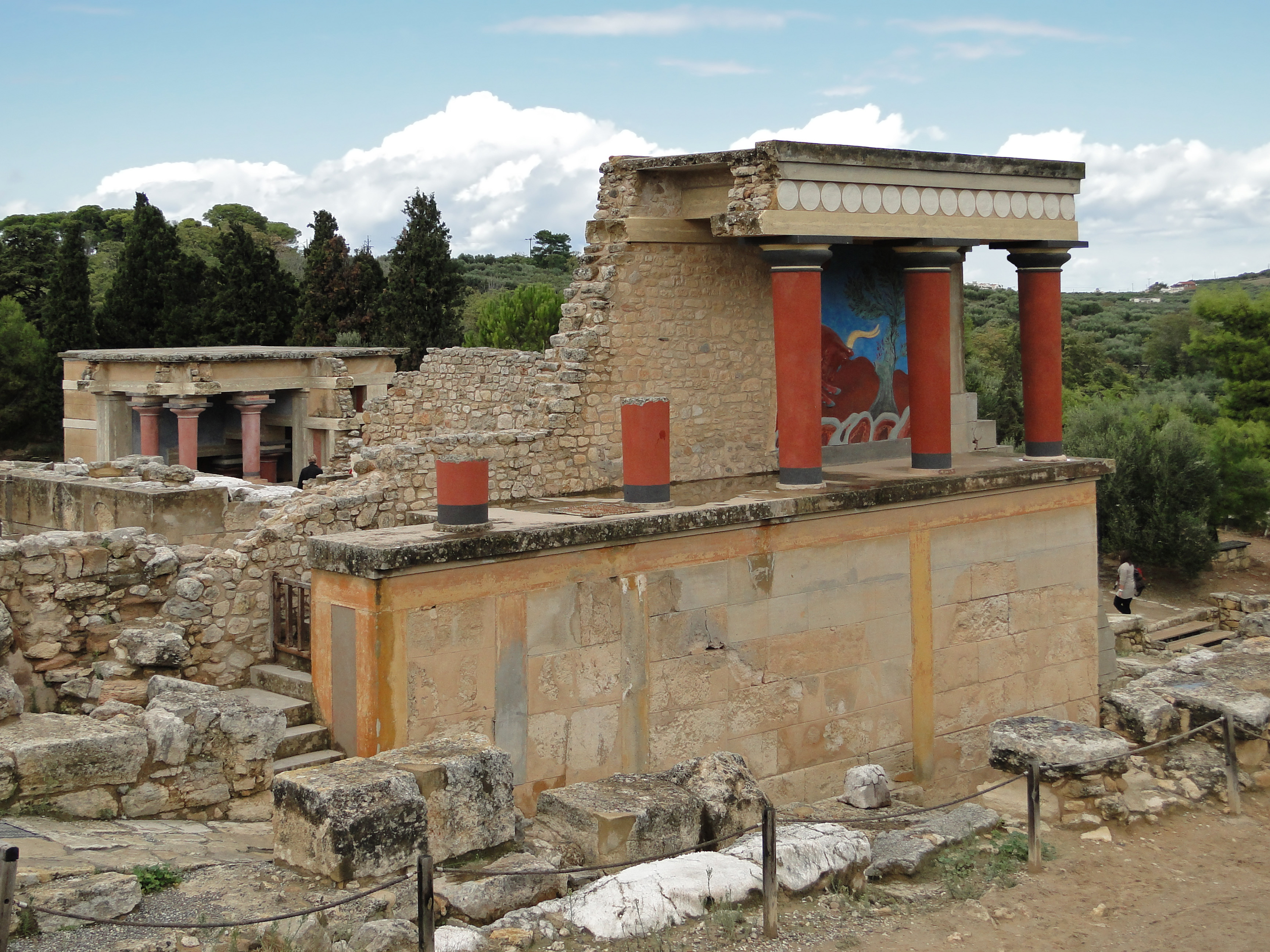
Palác Knóssos na Krétě

Egejská kultura nebo také egejská civilizace, případně krétsko-mykénská kultura je souhrnné označení pro starověké kultury v Egejské oblasti (včetně západní Malé Asie a Kypru) v době měděné a bronzové. Vyvíjela se pod vlivem vyspělých kultur Asie a Egypta. 
Vytvořila základy evropské kultury a umění (architektury a monumentálního umění sochařského i malířského, stejně tak užitého umění dekorativního). Byla vystřídána archaickou dórskou kulturou, která expandovala z pevninského Řecka.

## Geografické dělení
- heladská kultura (pevninské Řecko jižně od Makedonie) – včetně mykénské kultury
- mínojská kultura (Kréta)
- kykladská kultura (Kyklady)

## Chronologické dělení

Invaze a migrace etnik ve Středomoří kolem roku 1200 př. n. l.

### Orientační dělení pro celou Egejskou kulturu
- rané období (okolo 3300–2300/2000 př. n. l.): převládá kykladská kultura
- střední období (okolo 2300/2000–1600/1500 př. n. l.): převládá mínojská kultura, vznik písma, začátek doby bronzové
- pozdní období (cca 1600/1500–1100 před n. l.): mykénská kultura (pozdně heladská kultura), rozkvět doby bronzové

### Podrobné
Heladská kultura:
- raná 2800–2100 před n. l.
- střední 2100–1500 před n. l.
- pozdní 1500–1100 před n. l. = mykénská kultura

Mínojská kultura:
- raná 3650/3100/3000–2160/2000/1925/1900 před n. l.
- střední 2160/2000/1925/1900–1740/1550 před n. l.
- pozdní 1740/1550–1170/1100 před n. l.

Kykladská kultura:
- raná 3300–2000 před n. l.
- Kastri = raně heladská II a raně heladská III (cca 2500–2100 před n. l.)
- sloučení se středomínojskou kulturou cca po 2000 před n. l.